# فيني كاري
فيني كاري (بالإنجليزية: Vinny Curry)‏ هو لاعب كرة قدم أمريكية أمريكي، ولد في 30 يونيو 1988 في نبتون ‏ في الولايات المتحدة.

## وصلات خارجية
- فيني كاري على موقع مرجع كرة القدم المحترفة.كوم (الإنجليزية)
- فيني كاري على موقع كلية كرة القدم في سبورتس رفرنس.كوم (الإنجليزية)